# 汉源镇 (西和县)
汉源镇，是中华人民共和国甘肃省陇南市西和县下辖的一个乡镇级行政单位。

## 行政区划
汉源镇下辖以下地区：
南关社区、北关社区、中山社区、凤山社区、北川社区、朝阳社区、黄磨社区、北关村、中山村、南关村、凤山村、黄磨村、白冯村、上城村、朝阳村、牌坊村、任河村、孟磨村、东山村、范庄村和五里铺村。